# Marlette (Michigan)
Marlette – miasto w Stanach Zjednoczonych, w stanie Michigan, w hrabstwie Sanilac.